# Christian Bougeard
Christian Bougeard (né en 1952) est un historien français, professeur d'histoire contemporaine à l'université de Brest.

## Publications
- Histoire de la Résistance en Bretagne, Paris, Gisserot, 1992, 118p.  (ISBN 2-87747-091-1 et 978-2-87747-091-9)
- René Pleven : un Français libre en politique, Rennes, Presses universitaires de Rennes, coll. « Histoire », 1994, 473 p. (ISBN 2-86847-129-3, lire en ligne)
- Le choc de la guerre dans les Côtes-du-Nord, 1939-1945, Paris, éditions J.-P. Gisserot, 1995
- La Résistance et les Français : enjeux stratégiques et environnement social, sous la dir. de Jacqueline Sainclivier et Christian Bougeard, Rennes, Presses universitaires de Rennes, 1995
- La Bretagne d’une guerre à l’autre (1914-1945), Paris, éditions J.-P. Gisserot, 1999
- Élites et notables en Bretagne de l’Ancien Régime à nos jours, sous la dir. de Ph. Jarnoux et C. Bougeard, Brest, CRBC, Kreiz 10, 340 p., 1999
- La Bretagne pendant la Seconde Guerre mondiale et les identités régionales, Christian Bougeard, Brest, CRBC, 2002
- Tanguy Prigent, paysan ministre, Rennes, Presses universitaires de Rennes, coll. « Histoire », 2002, 363 p. (ISBN 978-2-86847-697-5, DOI 10.4000/books.pur.22642, présentation en ligne, lire en ligne)
- Occupation, Résistance, Libération en Bretagne en 30 questions, La Crèche, Geste éditions, 2005, 62 p.
- Les socialistes dans le Finistère (1905-2005), ouvrage collectif, Rennes, éd. Apogée, 2006. p. 105-212.
- Bougeard Christian (collab.), Marcot François (dir), Dictionnaire historique de la Résistance, Paris, Robert Laffont, coll. « Bouquins », 2006.
- Gens de Bretagne (1880-1960), Paris, Éditions du Chêne, 2009, 296 p.
- Forces politiques en Bretagne Notables, élus et militants (1914-1946), Rennes, Presses universitaires de Rennes, 2011 (ISBN 978-2-753-56821-1, OCLC 1235842285, lire en ligne)
- Les années 68 en Bretagne : Les mutations d'une société (1962-1981), Rennes, Presses Universitaires de Rennes, 2017, 304 p. (ISBN 978-2-7535-5690-4)